# Гаранг, Джон
Джон Гаранг де Мабиор (англ. John Garang de Mabior; 23 июня 1945, Ванглеи, Англо-Египетский Судан — 30 июля 2005, Нью-Куш, Судан) — вице-президент Судана, лидер Народной армии освобождения Судана (СПЛА).

## Детство и юность
Принадлежал к нилотскому народу динка. Родился в бедной деревенской христианской семье в Южном Судане. В возрасте 10 лет осиротел, окончил начальную школу благодаря помощи родственников. Детство провёл в Танзании.
В 17 лет стал партизаном, участвовал в первой суданской гражданской войне. Командование партизан отправило его вместе с другими сверстниками на учёбу в Танзанию, где он окончил среднюю школу. Затем был отправлен в США, где в 1969 году получил степень бакалавра экономики в Гриннельском колледже (штат Айова). Ему предложили продолжить получение образования в калифорнийском университете Беркли, но он предпочёл вернуться в Танзанию, где прошёл курс по сельскохозяйственной экономике в университете Дар-эс-Салама. Там он вступил в студенческую организацию Африканский революционный фронт. Завершив учёбу, вернулся в 1970 году в Судан и вновь стал партизаном в движении «Анья-Нья», выступавшем против дискриминации христиан северянами-мусульманами.

## Карьера в суданской армии
В 1972 году первая гражданская война закончилась подписанием мирного соглашения, и Гаранг, как и многие партизаны, был принят в ряды суданской армии. Стал профессиональным военным и за 11 лет прошёл путь от капитана до полковника. Во время службы прошёл обучение на курсах повышения квалификации пехотных офицеров в Форт-Беннинге (США). Также примерно в те же годы обучался в Айовском университете, получив учёные степени магистра в сельскохозяйственной экономике и Ph.D. в экономике. По возвращении на родину был назначен руководителем Центра научных исследований суданской армии.
До 1983 года служил старшим преподавателем в военной академии Судана, затем получил назначение в штаб сухопутных войск.

## Предводитель повстанцев
В 1983 году командование отправило в его родные края, где батальон суданской армии (состоявший из южан) отказался передислоцироваться на север страны. Однако сам Гаранг в тот момент уже участвовал в офицерском заговоре южан, частью плана которых был переход этого батальона на сторону антиправительственных повстанцев.
Он принял командование батальоном и увёл его на территорию Эфиопии. В июле 1983 года он сформировал из примерно трёх тысяч солдат, дезертировавших из суданской армии и перешедших в его подчинение, Суданскую народную освободительную армию (SPLA, НОАС), с целью борьбы против исламского доминирования в стране. Гаранг призвал гарнизоны, размещённые на юге Судана, взбунтоваться против введения на юге исламских законов (шариата). Так началась вторая гражданская война в Судане.
Армия Гаранга получила поддержку от Эфиопии и Уганды. НОАС взяла под свой контроль обширные части на юге Судана, которые Гаранг стал именовать Новым Суданом. Он вдохновлял своих бойцов словами: «наша храбрость основывается на том, что мы сражаемся за правое дело, а этого нет у северного Судана».

## Прекращение войны

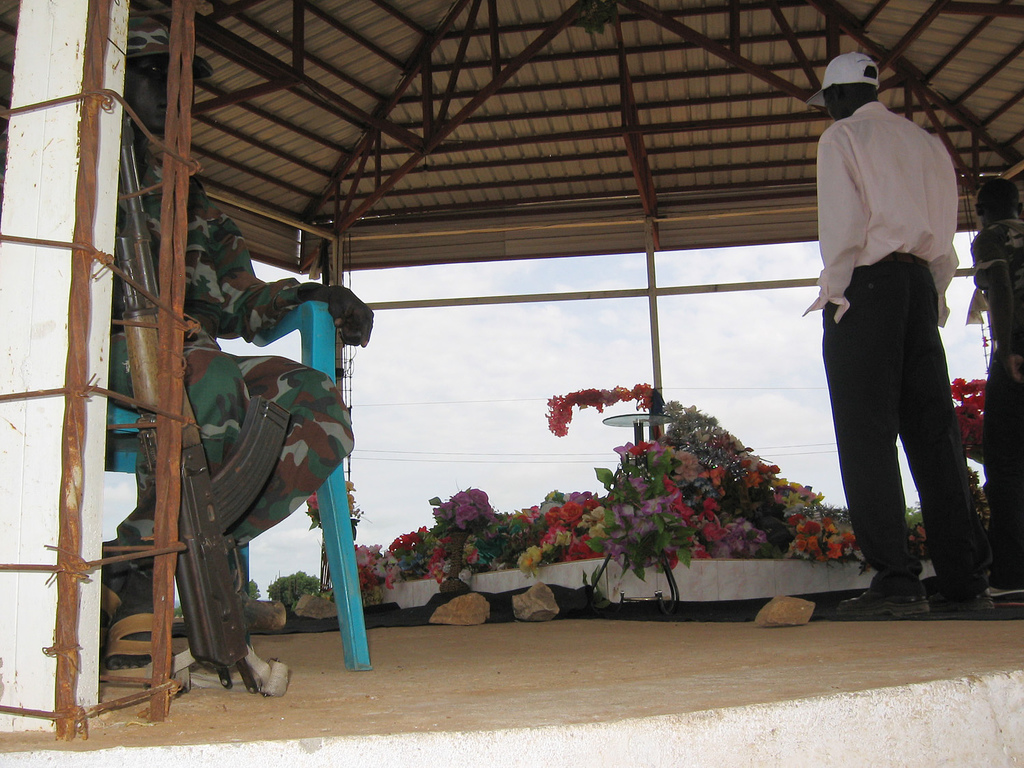
Могила Гаранга в Джубе

НОАС и власти Судана подписали мирное соглашение 9 января 2005 года.
9 июля 2005 года Джон Гаранг стал вице-президентом Судана, а также главой автономной администрации Южного Судана на 6-летний период, который предварял референдум о независимости Южного Судана.

## Гибель
30 июля 2005 года Гаранг возвращался на вертолёте из Уганды, где встречался с президентом Й. Мусевени. Как официально объявили власти Судана — «в условиях плохой видимости вертолёт разбился в горном районе южного Судана, все находившиеся на борту погибли». Был похоронен в столице Южного Судана — Джубе.